# Labopidea bermani
Labopidea bermani är en insektsart som beskrevs av Izyaslav M. Kerzhner 1988. Labopidea bermani ingår i släktet Labopidea och familjen ängsskinnbaggar. Inga underarter finns listade i Catalogue of Life.